# Jong-Baarzandepolder
De Jong-Baarzandepolder is een polder tussen Breskens en Schoondijke.
De polder was een indijking van schorren in het Nieuwerhavense Gat. De bedijking vond plaats in 1663 in opdracht van Adriaan van Hecke en Jacob van Nispen.
De polder, die een oppervlakte van 105 ha heeft, wordt begrensd door de Middendijk en de Jongbaarzandedijk.